# Periscepsia laniventrsi
Periscepsia laniventrsi là một loài ruồi trong họ Tachinidae.